# Tatra 12
Tatra 12 byl osobní automobil vyráběný automobilkou Tatra mezi lety 1926 a 1934. Vznikl modernizací předchozího modelu – Tatry 11. Během osmi let bylo vyrobeno 7525 kusů, poté byl vůz nahrazen modernější Tatrou 57.

## Technické údaje
Tatra 12 je až na malé rozdíly identická s Tatrou 11. Vůz je založen na klasické koncepci Tatra, motor je vzduchem chlazený dvouválcový boxer o objemu 1057 cm³. Jeho výkon se z původních devíti kW zvýšil na 10 kW. Dalším rozdílem oproti Tatře 11 je lepší mazání motoru a přidání brzd i na přední kola.
Čtyřmístná dvoudveřová limuzína měla niklovaná trubková sklápěcí sedadla, která inspirovala architekta Marta Stama k návrhu jeho vlastní trubkové židle.

## Tatra 12 Targa Florio
Od Tatry 12 byla odvozen závodní verze Targa Florio. Vůz má novou karoserii, upravený motor a předělanou přední nápravu.
Motor Targy Florio má dvojnásobný výkon – 22 kW, dvojnásobnou maximální rychlost (120 km/h) a je sestrojen ze speciálního materiálu, který odolává vysokým teplotám. Na rozdíl od sériové verze měla výkyvnou nejen zadní nápravu ale i přední. Pro rychlejší výměnu paliva byla za zadní sedačky přimontována 60 litrová nádrž. Dalším nadstandardním prvkem byl tachometr.
Vůz se účastnil mnoha automobilových závodů. Neslavnější byl závod na sicilské trati Targa Florio roku 1925, kde dva tyto vozy obsadily ve své kategorii první a druhé místo a navíc překonaly rekord trati.[zdroj⁠?!] Proto byla závodní verze pojmenována podle této trati. Žádný ze tří původních vozů se nezachoval, vzniklo však několik replik přestavbou standardních T 12.

## Fotogalerie

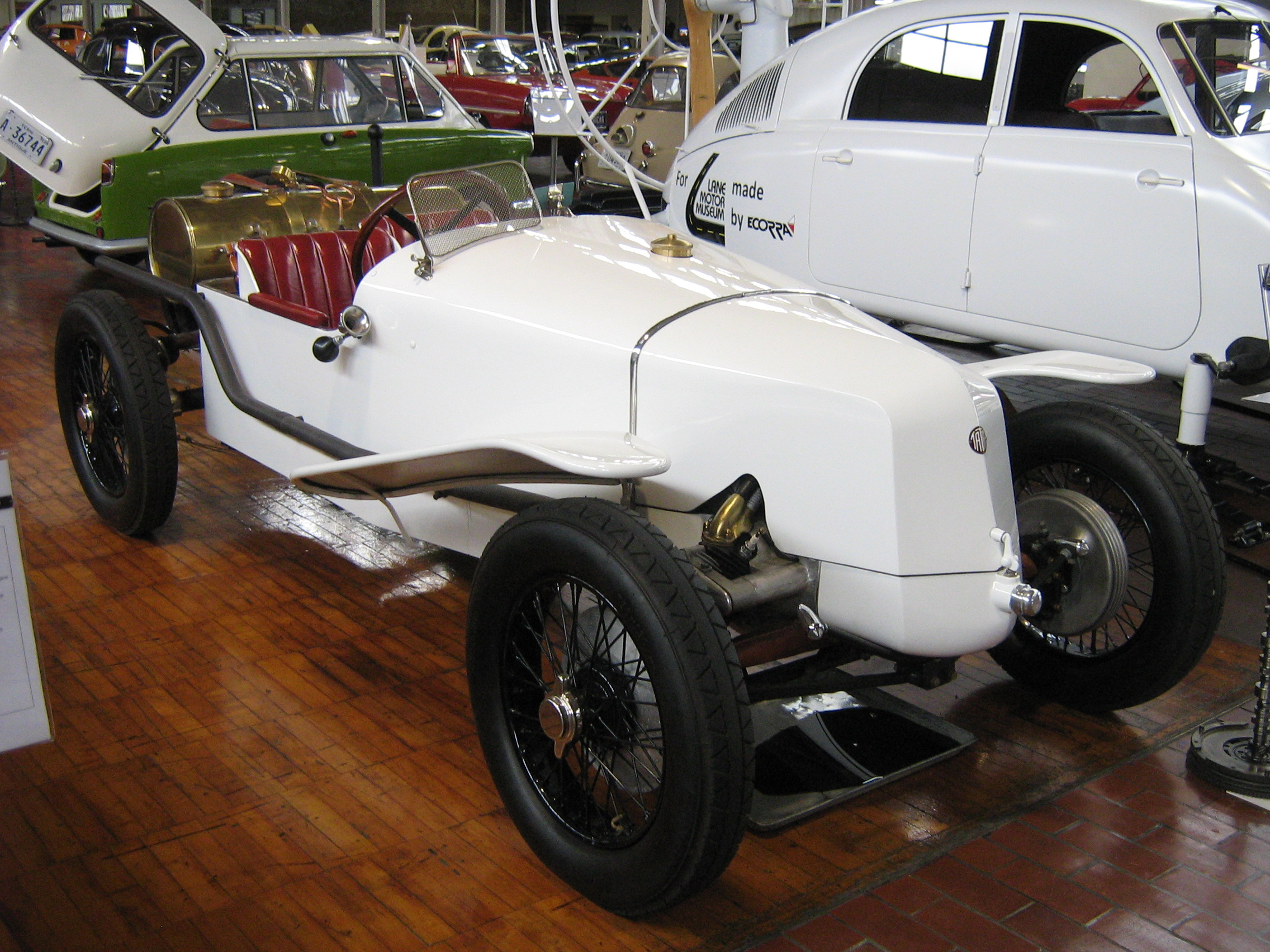
Replika vozu Tatra 12 Targa Florio
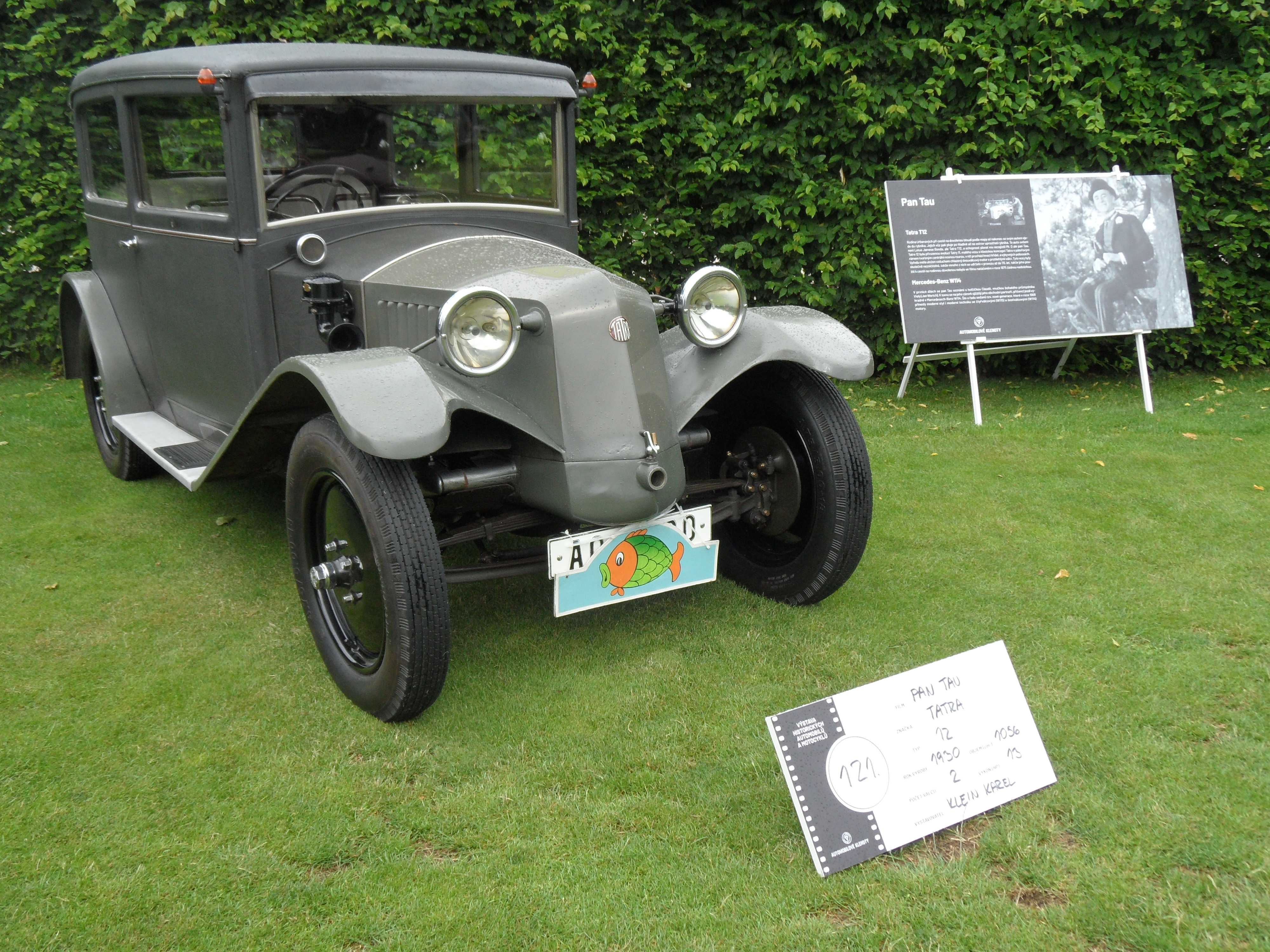
Tatra 12 na Automobilové klenoty 2019
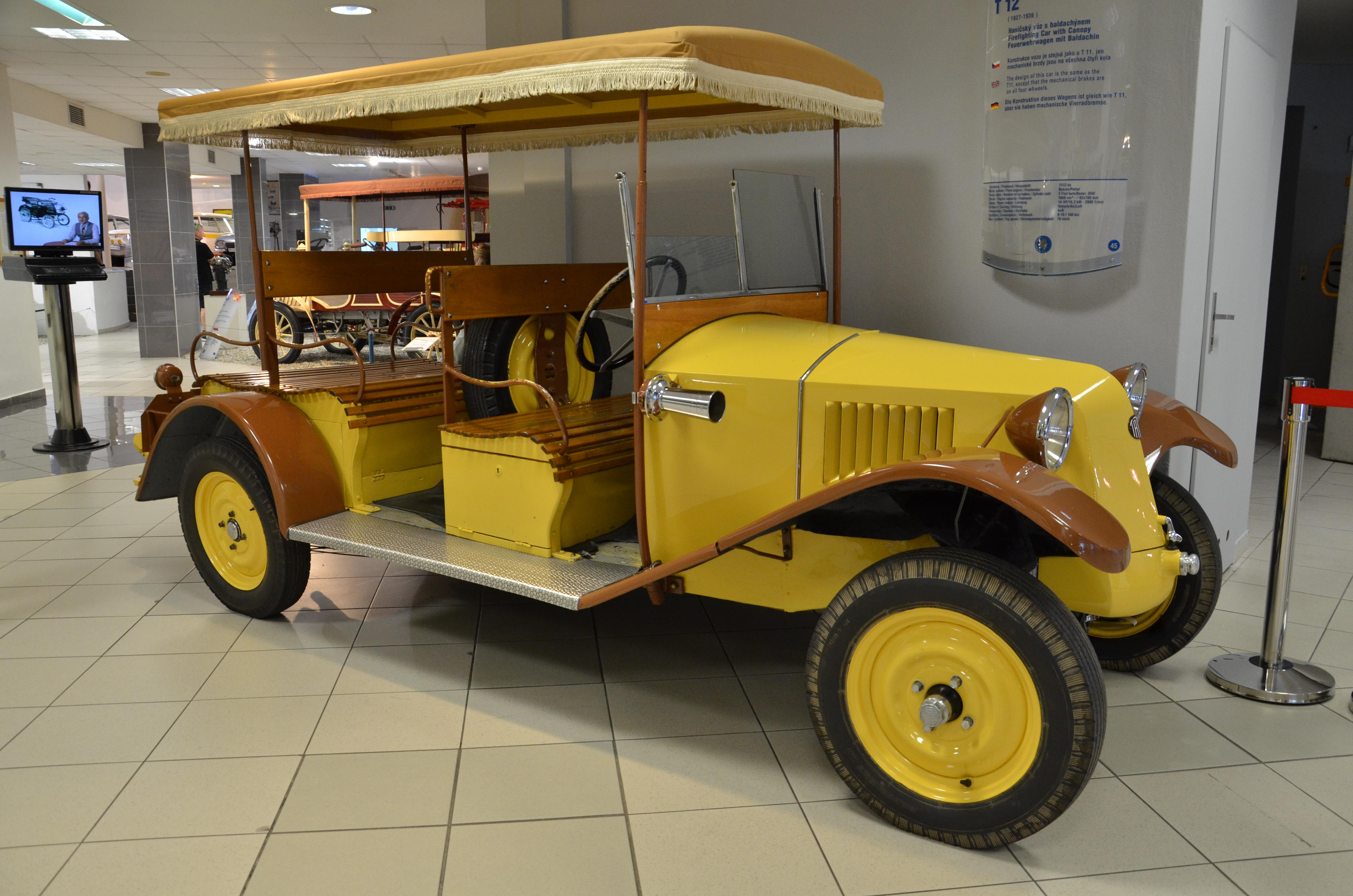
Hasičský vůz Tatra 12 v kopřivnickém muzeu
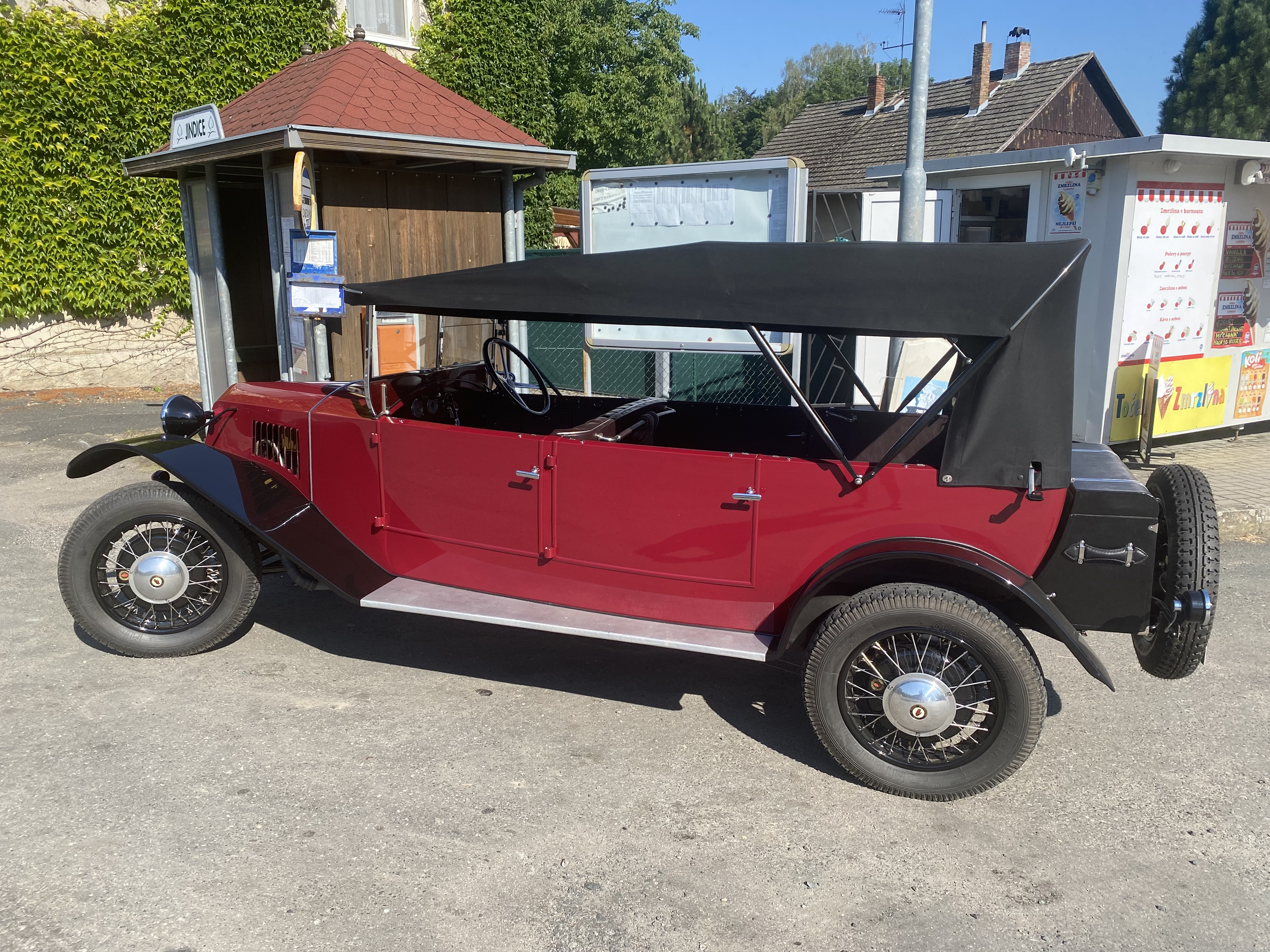
Tatra 12, rok výroby 1926